# Nagypáli
Nagypáli is een plaats (község) en gemeente in het Hongaarse comitaat Zala. Nagypáli telt 318 inwoners (2001).